# Téo & Téa
Téo & Téa – album francuskiego muzyka Jeana-Michela Jarre’a. Jarre postanowił zrobić wyjątek od swojego klasycznego stylu muzyki i stworzył coś na wzór stylistyki dance. Płyta okazała się kontrowersyjna wśród fanów, spotkała się z bardzo dużą liczbą pochwał, ale i krytyki (ponieważ opiera się na presetach i utworach demo instrumentów wykorzystywanych przez Jarre’a - głównie Rolanda za sprawą podpisanej umowy). Nowatorskim rozwiązaniem zastosowanym przez muzyka jest też wydanie tego albumu w systemie dźwięku 5.1 i stworzenie do każdego utworu specjalnej wizualizacji. Teledysk do utworu tytułowego został też nagrany w systemie High Definition.

## Lista utworów
1. „Fresh News” – 2:44
2. „Téo & Téa” – 3:29
3. „Beautiful Agony” – 4:40
4. „Touch to Remember” – 6:09
5. „Ok, Do It Fast” – 3:25
6. „Partners in Crime 1” – 3:38
7. „Partners in Crime 2” – 3:35
8. „Chatterbox” – 2:16
9. „In the Mood for You” – 4:20
10. „Gossip” – 2:11
11. „Vintage” – 3:06
12. „Melancholic Rodeo” – 3:51
13. „Téo & Téa - 4:00 AM” – 7:06